# Dust (album)
Pour les articles homonymes, voir Dust.
 (janvier 2018).
Albums de Dust
Hard Attack
(1972)
Dust est le premier album du groupe de hard rock américain éponyme Dust, sorti en 1971.

## Liste des titres
Toutes les chansons sont écrites et composées par Kenny Kerner et Richie Wise, sauf annotation.
|       | 'Face A'                     |      |
| A1.   | Stone Woman                  | 4:07 |
| A2.   | Chasin' Ladies               | 3:40 |
| A3.   | Goin' Easy                   | 4:33 |
| A4.   | Love Me Hard                 | 5:30 |
|       | 'Face B'                     |      |
| B1.   | From a Dry Camel             | 9:56 |
| B2.   | Often Shadows Felt           | 5:14 |
| B3.   | Loose Goose (Kenny Aaronson) | 3:52 |
| 36:52 |                              |      |

| Titre bonus - Réédition CD Canada (One Way Records, 1994) | Titre bonus - Réédition CD Canada (One Way Records, 1994) | Titre bonus - Réédition CD Canada (One Way Records, 1994) | Titre bonus - Réédition CD Canada (One Way Records, 1994) | Titre bonus - Réédition CD Canada (One Way Records, 1994) | Titre bonus - Réédition CD Canada (One Way Records, 1994) | Titre bonus - Réédition CD Canada (One Way Records, 1994) | Titre bonus - Réédition CD Canada (One Way Records, 1994) | Titre bonus - Réédition CD Canada (One Way Records, 1994) | Titre bonus - Réédition CD Canada (One Way Records, 1994) |
| No                                                        | Titre                                                     | Durée                                                     |                                                           |                                                           |                                                           |                                                           |                                                           |                                                           |                                                           |
| --------------------------------------------------------- | --------------------------------------------------------- | --------------------------------------------------------- | --------------------------------------------------------- | --------------------------------------------------------- | --------------------------------------------------------- | --------------------------------------------------------- | --------------------------------------------------------- | --------------------------------------------------------- | --------------------------------------------------------- |
| 8.                                                        | Love Me Hard (45 Version)                                 | 3:07                                                      |                                                           |                                                           |                                                           |                                                           |                                                           |                                                           |                                                           |
| 39:59                                                     |                                                           |                                                           |                                                           |                                                           |                                                           |                                                           |                                                           |                                                           |                                                           |

| Titre bonus - Réédition CD (Repertoire Records, 10 octobre 2008) | Titre bonus - Réédition CD (Repertoire Records, 10 octobre 2008) | Titre bonus - Réédition CD (Repertoire Records, 10 octobre 2008) | Titre bonus - Réédition CD (Repertoire Records, 10 octobre 2008) | Titre bonus - Réédition CD (Repertoire Records, 10 octobre 2008) | Titre bonus - Réédition CD (Repertoire Records, 10 octobre 2008) | Titre bonus - Réédition CD (Repertoire Records, 10 octobre 2008) | Titre bonus - Réédition CD (Repertoire Records, 10 octobre 2008) | Titre bonus - Réédition CD (Repertoire Records, 10 octobre 2008) | Titre bonus - Réédition CD (Repertoire Records, 10 octobre 2008) |
| No                                                               | Titre                                                            | Durée                                                            |                                                                  |                                                                  |                                                                  |                                                                  |                                                                  |                                                                  |                                                                  |
| ---------------------------------------------------------------- | ---------------------------------------------------------------- | ---------------------------------------------------------------- | ---------------------------------------------------------------- | ---------------------------------------------------------------- | ---------------------------------------------------------------- | ---------------------------------------------------------------- | ---------------------------------------------------------------- | ---------------------------------------------------------------- | ---------------------------------------------------------------- |
| 8.                                                               | Stone Woman (Single A-Side Version)                              | 3:12                                                             |                                                                  |                                                                  |                                                                  |                                                                  |                                                                  |                                                                  |                                                                  |
| 39:51                                                            |                                                                  |                                                                  |                                                                  |                                                                  |                                                                  |                                                                  |                                                                  |                                                                  |                                                                  |

## Crédits
| - Richie Wise : guitare électrique, guitare acoustique, chant - Kenny Aaronson : basse, steel guitar, guitare Bottleneck, guitare à résonateur, pedal steel guitar - Marc Bell : batterie | - Production : Dominic Sicilia, Kenny Aaronson, Kenny Kerner, Marc Bell, Richie Wise - Mastering : Bob Ludwig - Design, pochette : Dominic Sicilia - Photographie : Len Ziegel, Daffy, Julian Hann - Livret d'album : Chris Welsh |